# 銀彩の川
『銀彩の川　TONAGI RAILWAY STORY』（ぎんさいのかわ トナギレールウェイストーリー）とは原作：萱島のぞみ、作画：倉田嘘、監修黒田一樹による日本の漫画である。スクウェア・エニックス刊『月刊ビッグガンガン』で2015年6月号からを経て2016年11月号までほぼ各月連載。ほかに『ビッグガンガンおかわり』で2016年6～8月にも連載していた。

## 概要
東京近郊の大手私鉄・東凪鉄道。鷺乃杜乗務区に勤務する芹沢千章は上司に当たる助役・白川英志に認められて指導車掌となる。だが、彼の「弟子」となる榛葉貴之をはじめとした見習い車掌を含め、同僚なども一筋縄ではいかない人々が多く、芹沢は葛藤する。
本筋は連載中断（終了ではなく休止の扱い）までの11回だが、2巻には外伝「見習い車掌　真彩の日誌」6回も併載されている。

## 登場人物

### 指導車掌
白川の指名により、芹沢は昇格したらしい。
芹沢千章（せりざわ ちあき）
指導車掌になりたてで、見習い車掌を指導する立場としては新米に当たる。史上最年少で就任するが、堅物過ぎであり空回りすることもある。
弟子であるはずのヘルメス（貴之）とよく衝突するが、お互いの気持ちがうまく組み合わないようである。
実家は日本舞踊「菖月流」の本家だが、デビューとなるおさらい会で大けがをしてしまい、跡継を断念。今でも麻痺している左足を庇っている。
榎木田善男（えのきだ よしお）
強面で茸頭なのと毒づくことから、「毒キノコ」と秘かにあだ名で呼ばれている。白川とは同期である。役職は主任指導車掌。
芹沢や自分達と見習い車掌のヒーリングは（指導車掌の最古株である）彼の独断で行ったらしい。
毒舌家ではあるが、芹沢と自分の弟子には適切に指導をしている（弟子・大典に困惑しつつも、後述の事情から優しく指導する）。一方で、頭でっかちの貴之には厳しい。
能見董明（のうみ ただあき）
指導車掌の中では中堅にあたるが、榎木田と同じく主任指導車掌。
バイらしく、若干中性的魅力のある芹沢に興味あり、真彩のことは妹のように可愛がっている。
だが、芹沢の「弟子」である貴之のことは好きではない（貴之から師弟トレードを持ちかけられた時、即時拒否している）。
弟子の真彩や他の社員から「変人」扱いされている。榎木田とも気が合わない。
遠山慎太郎（とおやま しんたろう）
芹沢の先輩格にあたるらしいが、キャリアは能見よりは格下らしい。
芹沢の事を親身になって憂いている。榎木田のことは快く思っていなく、陰で呼び捨てやあだ名の「毒キノコ」と呼んでいる。

### 車掌見習い
貴之たち同期メンバーだけで祭へ参加したことがあった。
榛葉貴之（しんば たかゆき）
大学院卒と高学歴、天才ではあるが慣習やメンタリティーに従わず、新米指導車掌である芹沢を低く見ていた。他の人を扇動、掌握する術を持っていてそこから「ヘルメス」というあだ名をつけられていた。
彼にとっては「車掌」を「運転士」を目指す為の中継地点としか思っておらず、合理化主義であるために誤解を受けやすく直球主義の芹沢と研修中も対立する事が多い。
その一方で、「師匠」にあたる芹沢を気遣う一面もあり、芹沢の転落事故を叱責する榎木田に対しても動じず（芹沢を）フォローしていた。
運転士を目指している為、「車両部」による引き抜きを断り「運輸部」残留を希望。
人見知りをするタイプらしく、いつも（芹沢の誘いすら断り）一人で食事をしている。また、偏食であり同期の真彩に心配されている。
家で緑藻類のボルボックスを飼育している。
徳田大典（とくだ だいすけ）
貴之の同期に当たる車掌見習い。「東凪鉄道」取締役の長男で、甘ちゃん坊ちゃんである（同期によれば大らかに見えて抜け目が無い）。大事な取締役の令息ということで、榎木田が彼の指導係を引き受けた。その為、毒舌家である榎木田も彼に対してはどうしても甘くなってしまう。
榎木田に最初、ゆるい勤務などを希望したが、芹沢の相棒・高村に叱咤されてリクエストを撤回した（芹沢と同じく宿直は苦手なようだが、高村に従い榎木田と一緒に入浴している）。
大の甘党でお菓子のことになると喜ぶが、榎木田に注意されてしまう。
家ではボルゾイ（ロシアのハウンド犬）のルスランとクララを飼育している。
大島に「徳田っち」、道晴に「徳田」と呼ばれている。
上杉真彩（うえすぎ まや）
貴之の同期に当たる車掌見習い。榎木田の独断で「妖怪」能見の弟子となった。熱血な性格だが、（はみ出し者である）能見や運転士・石動と組まされて、彼女なりの悩みも多い。スピンオフ「見習い車掌 真彩の日誌」の主人公でもある。
組まされている能見・石動に「マヤ」、同期の大島には「マヤっち」、貴之・篠田には「上杉さん」と呼ばれる。
親友・果恋に「気になる異性はいるか」といわれ、「同期車掌の男子が気がかり」と答えた（一歩引いた目線で観ていて、特に一匹狼の貴之を心配している）。
家では猫を飼っている。
大島健人（おおしま けんと）
貴之の同期、明朗でお調子者、タイプとしては高村に似ている。日々、新しい何かを求めている好奇心旺盛な青年。
小説を書くのが好きらしく、真彩を主人公にした話を執筆（別に他意は無い）、篠田や道晴たちに語っている。
家では犬を飼っている。
篠田譲（しのだ ゆずる）
貴之・大島たちと同期。シャイ（別の意味で小心者）な青年。家には妹がいる。真彩に対して秘かに思いを寄せている。
大島のことを「大島さん」と呼ぶ。真彩には「篠田君」と呼ばれる。
瀬戸道晴（せと みちはる）
大島・篠田とともに「モブ車掌見習いトリオ」とされる。暑がりで、年中半袖でも平気。アクションものが好き。

### 運転士
当該漫画では、指導車掌・車掌見習い・運転士の3人でチームを組む事に成っている。
高村和興（たかむら かずおき）
芹沢の相棒で運転士。彼の先輩らしく、芹沢の事を「ちあき」と呼ぶ。
体育会系で大雑把だが、運転の仕方は繊細でスマート。芹沢の「弟子」である貴之とは気が合わない。
マスコンキーを振り回す癖があり、なくした事もある。そのたびに芹沢と一緒に探す羽目になる。
能見と同じく芹沢をいじるのが好きだが、芹沢を相棒として気にかけている。
石動義仁（いするぎ よしひと）
能見・真彩と組む運転士。マフィアぽい風貌から、初対面の時に真彩はおびえていた（能見が助け船を出して、石動の服装を注意した）。実のところ（真彩に限らず）能見に毎度、チンピラファッションを注意されている。
運転士ではあるが、能見を「先輩」として立てている。真彩の制服をほめた事が有り、ツンデレらしい。
芹沢・貴之・高村のトリオバランスを憂いている（貴之に注意したことがある）。
山本（やまもと）
東凪鉄道・セントラル東京駅で酔客を助けようとして芹沢が巻き込まれてしまった事故の時、当該電車を運転していた。
榎木田・大典と組んでいるかどうかは不明である。

### その他
当該鉄道員（上記）に関連する人物など。
白川英志（しらかわ えいじ）
芹沢達の所属する鷺乃杜乗務区の助役で、上司にあたる。穏やかな表情で物腰も柔らかいが、高村が貴之を自分と同じ乗務から外すよう要望したときは高村を諭し、貴之に対しても注意を促した。助役になる前は運転士だったらしい。
桜井（さくらい）
芹沢の師匠。芹沢が指導車掌となる10年前に定年退職した。
芹沢翠子（せりざわ みどりこ）
芹沢の母。「菖月流」の後釜を巡って分家の喜和子・里穂母娘と対立していて、芹沢の怪我が原因で里穂が師範となるも、彼女は分家の里穂を認めておらず、芹沢千章の血統（孫）に「千暁」（せんぎょう）を継がせる事に望みを託している。千章には兄・智哉（ともや）がいるが、彼自身は千章こそ（のみ込みが良く）跡次に相応しいと思っていて、千章抜きで後を継ぐ事は考えていない。
篠田ひまり（しのだ ひまり）
篠田譲の妹。兄とは対照的に活発でしっかり者の小学生。11歳。（ねだって）兄からプレゼントされた兎を飼っている。
里奈（りな）
貴之・高村・能見が病欠した芹沢へのお見舞いに購入したシュークリーム「ミレーヌ」を販売しているフランス洋菓子店「ミレーヌ」でアルバイトをしている女子高生。
貴之が多めに購入したので余ってしまい、芹沢達が乗務区におすそ分けをした。前述の通り、大典に喜ばれた。
橘果恋（たちばな かれん）
真彩の同期社員だが、東凪鉄道の駅コンシェルジュ。英国の血が混じったクオーターであることから、英語力を買われたらしい。
真彩の親友でもあり、二人でよくデートすることもある。
佐々木（ささき）
真彩がかつて駅員として配属された小駅、桜野で指導担当になった人物。
合理主義というか面倒な事を嫌うタイプで（乗客相手に対してもなおざりに対処）、真彩にもそれを通そうとする。他にも弁当代の前借を頼んだり、雨でぬれた靴下をレンジに入れっぱなしだったりすることもあり、真彩はそんな彼を快く思っていない。
真彩が車掌見習い就任後、桜野へ（お客様の）忘れ物を届ける業務を初めてすることになり、たじろいだ。さらに運悪く受け取りに来た駅員も佐々木であり、真彩は困惑する（忘れ物を渡した真彩に佐々木はさらにチクリと痛い事を言われる）。
だが、能見は真彩の心情を見通していて、真彩に「平常心」を保つよう忠告。その上で佐々木の顔に手袋を投げつけて、（真彩の）仇討ちを果たした。
畑山（はたけやま）
桜野駅を含めた小規模な駅を複数監督する管理駅長。真彩が桜野駅に配属された際、他の駅員に彼女を紹介した。
森（もり）
桜野駅の駅員。
福本（ふくもと）
桜野駅の駅員。
岡田（おかだ）
駅員時代の真彩が受け渡しの荷物を取りに行った際、当該の下り列車に乗務していた女性車掌。真彩が車掌を志すきっかけとなった人物。

## 単行本
ビッグガンガンコミックス刊。
1. 2016年3月19日発売 ISBN 9784757548978
2. 2009年10月7日発売 ISBN 9784757551664